# Záchrana z jeskyně Tham Luang
Záchrana z jeskyně Tham Luang v Thajsku probíhala na přelomu června a července 2018. V deset kilometrů dlouhém jeskynním komplexu Tham Luang Nang Non (Velká jeskyně Spící paní) v hoře Doi Nang Non (hora Spící paní) v rezervaci Tham Luang – Khun Nam Nang Non v provinicii Chiang Rai na severu Thajska, poblíž hranice Myanmaru, 23. června 2018 způsobilo obvyklé zaplavení jeskyní, vyvolané monzunovým deštěm, že 12 chlapců ve věku 11 až 17 let z fotbalového týmu „Divočáci“ a jejich 25letý trenér Ekkapol Chantawong (Čantawong), kteří se původně vydali prozkoumávat jeskynní komplex, byli nuceni ustupovat čím dál více do nitra jeskyně a voda jim odřízla ústupovou cestu. 2. července 2018 byla celá skupina uvnitř jeskyně nalezena a ve dnech 8.–10. července 2018 byli všichni účastníci výpravy z jeskyně postupně vyvedeni potápěči. Jeden záchranář přitom během operace zahynul, druhý zemřel v roce 2019 kvůli infekci, kterou se nakazil během záchranné operace.

## Výlet

Provincie Chiang Rai na severu Thajska

Hlavní trenér Nopparat Kathawong v sobotu 23. června svěřil chlapce z fotbalového týmu „Divočáci“ (thajsky , หมูป่า; [mǔː pàː]; RTGS: Mu Pa) svému asistentovi Ekkapolu Čantawongovi (Ekovi), protože na něj postupně přenášel větší zodpovědnost. Řekl mu, aby je odvedl na hřiště v horách Doi Nang Non a že nedaleko od hřiště je několik vodopádů a jeskynní systém Tham Luan, kam má starší kluky vzít na výlet a pořádně je hlídat. Nařídil mu, aby se ujistil, že jede na kole za nimi, aby na ně viděl. Podle některých zpráv se výlet uskutečnil na oslavu sedmnáctých narozenin, které v den výletu měl člen klubu Peerapat Sompiangjai.  
Podle BBC spolu fotbalisté na výlety s tímto trenérem jezdili běžně a ve stejné jeskyni byli už před dvěma lety.
U vstupu do jeskyně trenér udělal chybu, že s kluky v sobotu odpoledne do jeskyně vešel, i když u jejího vstupu byla cedule upozorňující na nebezpečí návštěvy jeskyně v době monzunů od července do října. Po vstupu do jeskyně jim však návrat zablokovala stoupající voda a donutila je postupovat dále do nitra jeskyně. Nejprve se uchýlili na vyvýšené místo, které se podle známé thajské pláže nazývá Pattája, poté se přesunuli ještě kus dále za toto místo.
Chlapci přebývali prvních devět dní, do svého nalezení, v jeskyni v naprosté tmě, pouze se svačinami na jednodenní výlet a v lehkém letním výletním oblečení, bez přikrývek.  Trenér, bývalý mnich, s nimi meditoval, aby zvládli extrémní situaci, a sám odmítal jíst.

## Záchranná akce

### Hledání a podpůrné akce

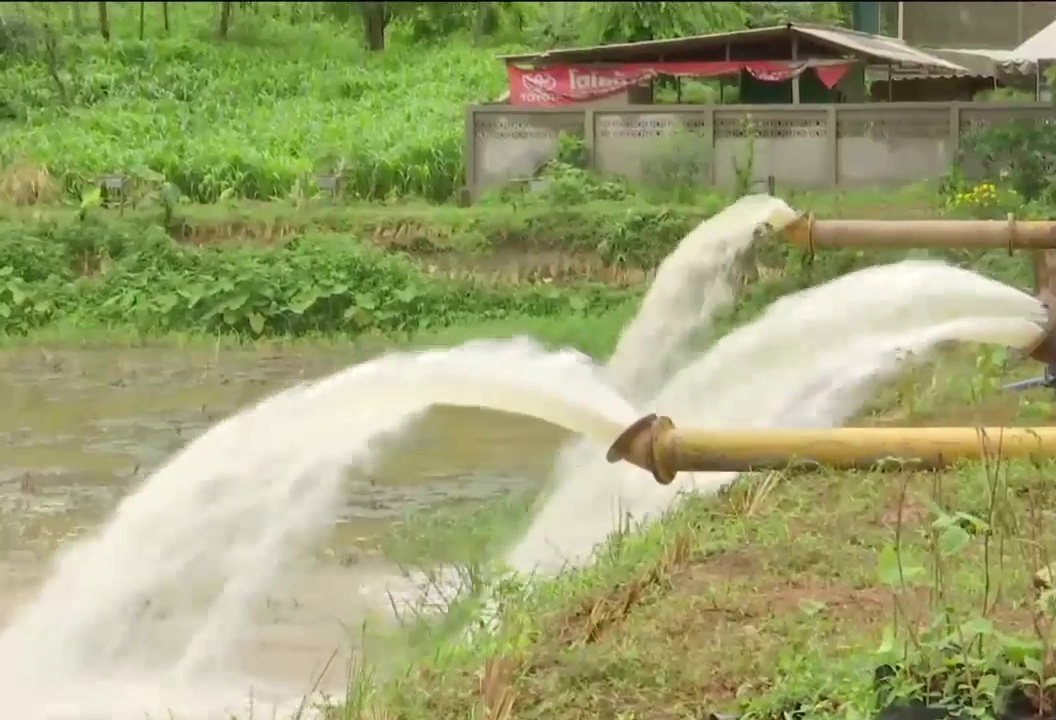
Odčerpávání vody z jeskyně

Když se v sobotu 23. června večer výprava nevrátila domů, rodiče volali Nopparatovi a jeden třináctiletý kluk, který na výlet nešel, řekl, že trenér vzal skupinu do jeskyně. Když tam Nopparat dorazil, našel poblíž vchodu do jeskyně kola a batohy kluků. Podle jiných zpráv kola u vstupu do jeskyně našel strážník.
Ihned[kdy?] se rozeběhla záchranná akce. Záchranáři započali s odčerpáváním vody z jeskynního systému, potápěči vojenského námořnictva se snažili dostat do nitra jeskyně, ačkoliv ve středu ráno voda stoupala na některých místech rychlostí 15 centimetrů za hodinu. V úterý ministr vnitra oznámil, že elitním potápěčům brání v dalším postupu bahnitá voda, která některé části zaplavila až ke stropu. Voda byla tak kalná, že pod vodou nebyli potápěči schopni poznat, kam plavou, a museli se kvůli orientaci vynořovat. Podle zprávy z neděle 1. července, 8 dní po ztracení výpravy, se potápěči v jeskyni dostali na křižovatku jeskynních chodeb dva až tři kilometry od místa, kde by se mohla skupina nacházet; téhož místa dosáhli ovšem už dříve v týdnu, ale byli stoupající vodou nuceni ustoupit zpět. Thajským speciálním jednotkám vojenského námořnictva velel kontradmirál Apakorn Yuukongkaew.

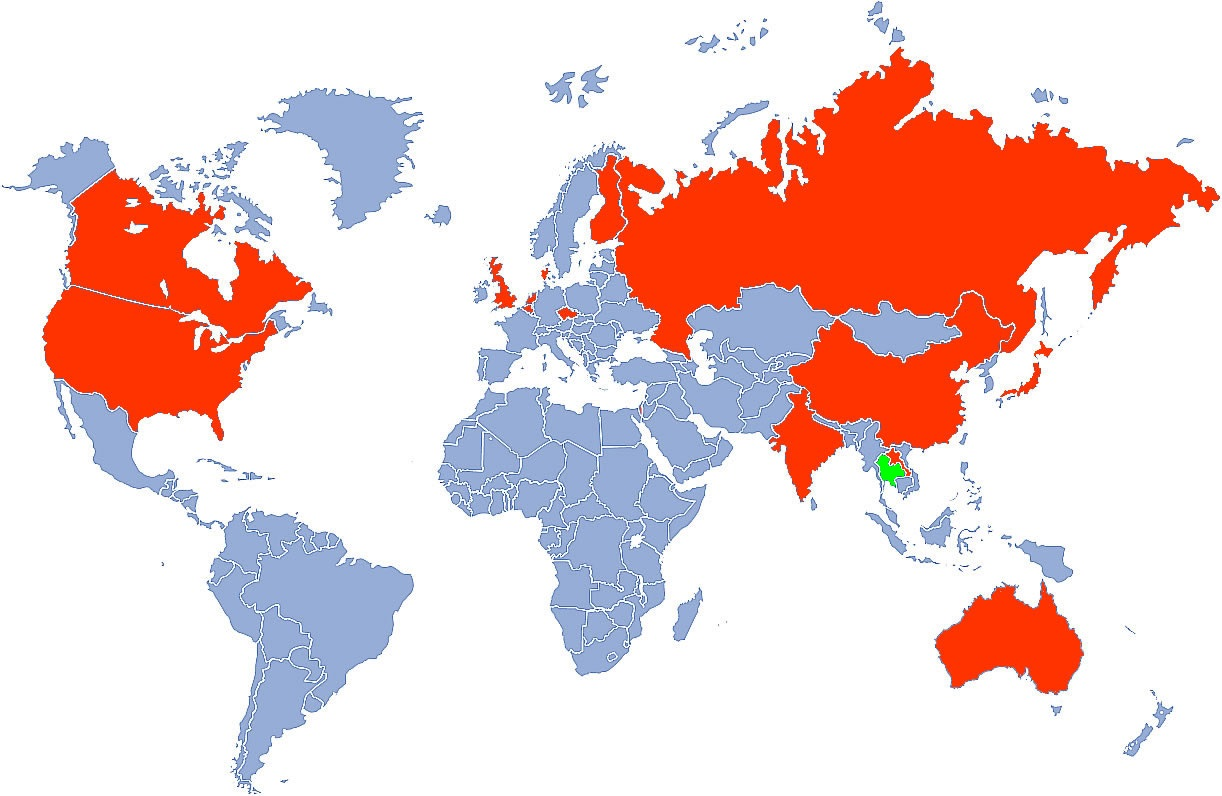
Mapa světa zobrazující státy (červeně) podílející se na zachranné operaci v Thajsku (zeleně)

Vojáci prohledávali též pěšky i pomocí vrtulníků úbočí hory a snažili se v džungli na hoře najít jiné vstupy do jeskyní. V pátek, šest dní po zahájení záchranné operace, začali záchranáři šachtou vyhloubenou v neprůchodném komínu shazovat balíčky s vodou, mobilními telefony, jídlem, svítilnami i mapami v naději, že by mohly dopadnout až do jeskynního systému a že by je skupina mohla najít. Do pátrání byli zapojeni mimo jiné záchranáři z Thajska, Číny, Austrálie, USA či Japonska a podíleli se na něm také příslušníci armády, pátrací psi, roboti a drony.
Ještě v úterý 26. června místní činitelé vyjadřovali přesvědčení, že jsou všichni stále naživu a podařilo se jim ukrýt před stoupající vodou v některé vzdálenější komoře jeskynního komplexu. Ve dnech před objevením skupiny odborníci a média spekulovali o tom, zda skupina má ještě šanci přežít. Předpokládalo se, že skupina nemá u sebe světlo a jídla měla jen málo nebo žádné, a spekulovalo se, že k přežití by mohla pomoci průsaková nebo tekoucí voda, u které však bylo riziko kontaminace chemikáliemi či bakteriemi z blízkých farem. Americký záchranář Anmar Mirza den před objevením chlapců uvedl, že i bez jídla by podle něj mohli mladí, fyzicky zdatní chlapci přežít měsíc až měsíc a půl, ovšem že klíčovým problémem přežití je psychika. 30. června 2018 již zprávy zdůrazňovaly, že šance na přežití klesají.
Během pondělka 2. července 2018 bylo nutné nejprve rozšířit některá z míst zhruba stometrového úseku, aby jím mohli potápěči proplavat i s vybavením. Po úseku natáhli lano a rozmístili tlakové láhve se vzduchem. Další týmy pumpovaly z jeskyně vodu, jiní záchranáři hledali na úbočích hory pukliny, které by se mohly rozšiřovat v šachty – několik jich nalezli, ale nevěděli, kam vedou.

### Objevení skupiny

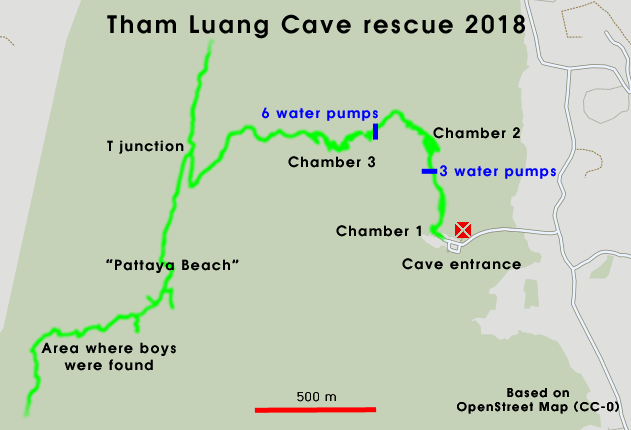
Plánek jeskyně s místem nalezení skupiny

Chlapci s trenérem byli objeveni 2. července, tedy 9 dní po svém ztracení, živí a zdraví na místě vzdáleném asi 4 km od vstupu do jeskyně, v hloubce asi 800 až 1000 metrů pod povrchem hory.
Při dopravě tlakových lahví se vzduchem do prostoru, kde se ztracení fotbalisté nacházeli, zahynul v pátek 6. července na zpáteční cestě potápěč thajského námořnictva Saman Gunan. Ztratil vědomí, protože už neměl dostatečnou zásobu vzduchu, a nepodařilo se jej oživit.
Bylo navrženo několik variant, jak skupinu zachránit. Zvažována byla možnost vertikální únikové trasy pomocí vrtů, ta však nebyla realizovatelná. 
Zmiňována byla také varianta počkat, až voda opadne, neboť období dešťů bude trvat ještě několik měsíců. Thajské úřady připomněly, že turisté, kteří v minulosti v jeskyních kvůli povodním uvázli, byli zachráněni, až když voda opadla.  Americký jeskynní záchranář Ahman Mirza, přítomný na místě, po objevení chlapců zastával názor, že bezpečnější by bylo k hochům dopravovat zásoby a počkat na opadnutí vody, protože pokusit se dostat někoho neuvyklého potápění zatopenou jeskyní „je jednou z nejnebezpečnějších situací“. Kapitán námořnictva Anand Surawan údajně v úterý uvedl, že chlapci mezitím podstoupí čtyřměsíční náročný potápěčský výcvik s tím, že po celou dobu budou dostávat zásoby a ze zaplavené jeskyně bude odčerpávána voda. Současně však byla zmíněna i varianta, že mezitím opadne voda i díky odčerpávání natolik, že bude možné chlapce vyvést ven bez nutnosti potápění.

### Vyvedení

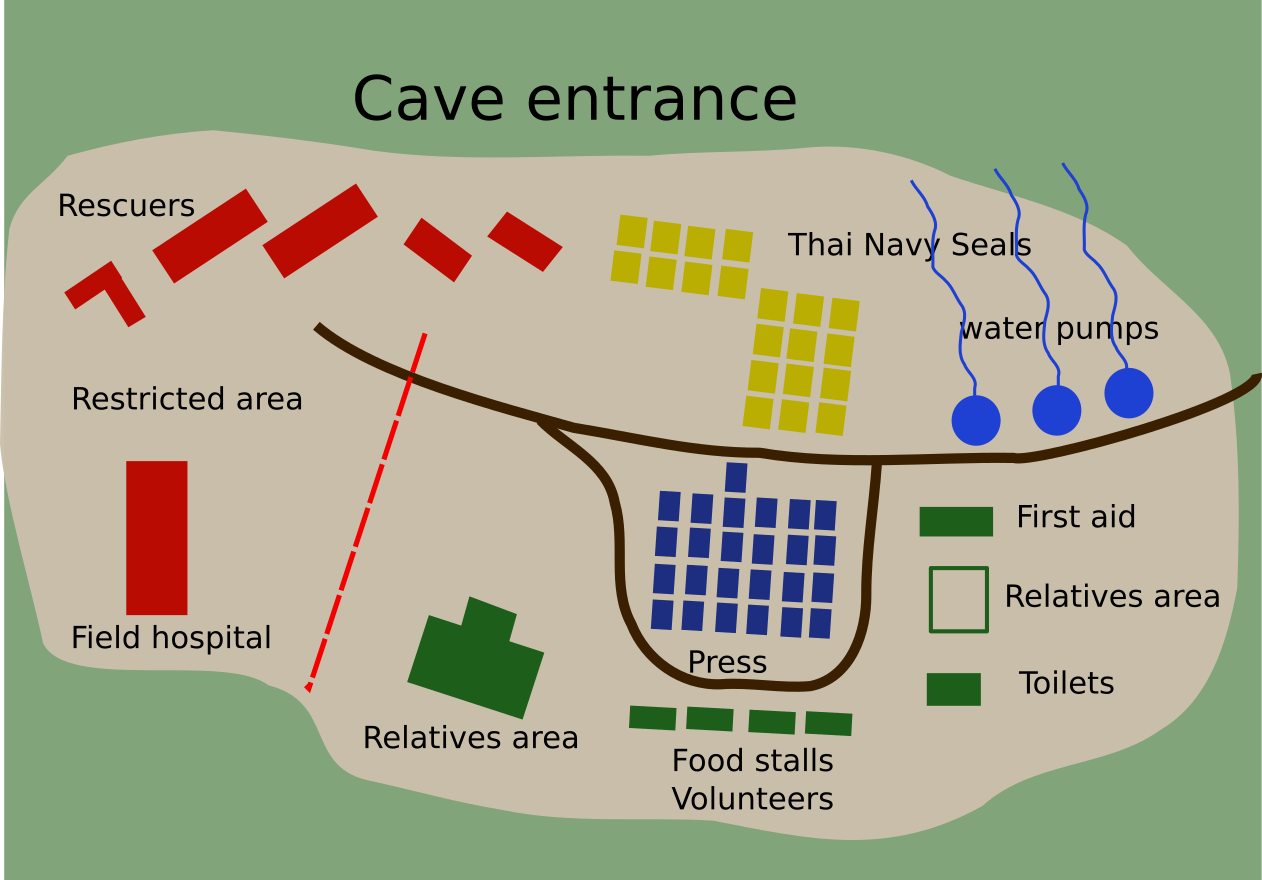
Tábor záchranářů před vstupem do jeskyně

Po částečném odčerpání vody z ústupové cesty a před blížícím se obdobím monzunových dešťů záchranný tým přistoupil k možnosti vyvést chlapce z komplexu ven s pomocí potápěčů, ač tento způsob byl považován za náročný a riskantní. V neděli 8. července 2018 byli chlapci rozděleni do čtyř skupin, do první čtveřice chlapců a třech trojic, přičemž v poslední trojici byl i trenér. O pořadí evakuovaných rozhodovali lékaři, do první čtveřice byly podle guvernéra zařazeny nejslabší děti, rodičům bylo prý naopak řečeno, že nejprve budou vyvedeny nejsilnější děti.
Před vlastním zahájením operace policie vyzvala ty, kdo se nepodíleli na záchranné akci, aby okamžitě opustili prostor u jeskyně. I z tohoto důvodu byly mediální zprávy z průběhu záchrany nepřesné a mnohdy rozporné a do médií se nedostaly žádné fotografie ani videa, z nichž by byla zřejmá identita a stav prvních zachráněných. 
V neděli 8. července v 10:00 místního času (UTC+7) začala evakuace chlapců. První čtveřice se dostala na povrch ještě v neděli. Přestože média původně uváděla, že první chlapci by se mohli dostat na povrch až kolem 21 hodin místního času, první chlapec byl venku již v 17:40. Urychlení operace vysvětlil novinář Florian Witulski tím, že voda v podzemí klesla víc, než se čekalo, a více úseků trasy je schůdných pěšky.
Média včetně agentury Reuters původně uváděla až šest zachráněných chlapců, později údaj korigovala na čtyři chlapce, totožnost prvních zachráněných Narongsak Osottanakón, šéf krizové skupiny a guvernér provincie Chiang Rai, nesdělil. Poté byla evakuace prozatím na 10 až 20 hodin přerušena s tím, že bude pokračovat po doplnění zdrojů.
V pondělí 9. července byla oznámena další čtveřice zachráněných, oproti původnímu plánu na vyvádění po trojicích. Záchranáři byli posláni dovnitř kolem 11:00 místního času (UTC+7) a plán na dokončení druhé fáze byl opět do 21:00 hodin místního času. Osmý zachráněný byl skutečně tiskovými agenturami zaznamenán prostřednictvím svědků po 19. hodině a oficiálněi oznámen před 21. hodinou. Blesk.cz reprodukoval zprávu agentury Reuters o osmém zachráněném ve 14:06 SELČ, tedy 19:06 místního času, v 17:45 SELČ (22:45 místního času) pak informoval o potvrzení záchrany šéfem krizové skupiny. Šéf krizové skupiny Narongsak Osottanakón uvedl, že stávající podmínky jsou pro potápěče stejné jako v neděli, úroveň vody není znepokojující a déšť z předchozího dne neovlivnil hladinu vody uvnitř jeskyně.
V úterý 10. července byla záchrana třetí fází dokončena, byli vyvedeni zbylí čtyři chlapci i trenér a následně byli letecky dopraveni do nemocnice. Záchrana začala po 10:00 hodin místního času.
Každý chlapec byl doprovázen dvěma potápěči, první potápěč nesl kromě své vzduchové láhve také láhev pro zachraňovaného. Chlapci měli na hlavě celoobličejovou masku, zezadu každého chlapce jistil další potápěč. V úseku asi jednoho kilometru (do třetí komory, kde si záchranáři vytvořili základnu) se přesouvali pod hladinou, zbytek ušli pěšky. Vodicí lano bylo údajně nataženo v celém čtyřkilometrovém úseku. Zbylí potápěči byli rozestaveni na prvním nebezpečném kilometrovém úseku, aby navigovali skrze pod vodou ponořené průchody, v nejužším místě široké jen asi 60 centimetrů a vysoké necelých 40 centimetrů. První kilometr vyžadoval dlouhé potápění, prolézání blátem s úlomky skal a úzkými štěrbinami, přičemž v nejkritičtějším zúženém místě musela skupinka pod vodou urazit asi 30 metrů. Následovala cesta složitým terénem včetně přelézání ohromných balvanů, písku a kluzkých skal s výběžky podobnými útesům a dalšími pod vodou ponořenými průchody. Po odpočinku v základně a operačním středisku ve třetí komoře se skupinky vydaly na dvoukilometrovou cestu do druhé komory, odtud je pak další záchranáři doprovázeli kilometr k ústí jeskyně. Celkem se podle guvernéra této záchranné operace účastnilo 90 potápěčů, z toho 50 zahraničních a 40 thajských.
Jednou z klíčových postav hlavní fáze osvobozovací operace byl australský anesteziolog a potápěč Richard Harris, jehož přítomnost si vyžádali britští záchranáři, protože již měl zkušenosti z podobných záchranných akcí. Jeho specializací byly techniky potápění a bezpečnostní postupy ve vztahu k potápění v jeskyních, a byl tak klíčovou osobou na poli záchranných prací v jeskyních v Austrálii. Peter Dennis z Britské rady pro záchranu z jeskyní pro BBC uvedl, že není pravda, že se zachraňovaní museli napřed naučit potápět, a že ve skutečnosti byli pouze protaženi vodou. Důležitým aspektem záchrany byl podle něj i fakt, že chlapci byli pod mírným vlivem sedativ. Thajský premiér v úterý 10. července podání uklidňujících léků potvrdil, mělo se jednat o léky proti úzkosti, které měly zabránit panice, což si zpravodajský server idnes.cz vyložil tak, že nešlo o sedativa.

### Rekonvalescence
Podle zprávy z úterý 10. července bylo všech 8 chlapců z prvních dvou fází záchrany v dobrém fyzickém i psychickém stavu, přinejmenším u dvou chlapců však byla zjištěna plicní infekce. Všichni měli zůstat nejméně týden v nemocnici na pozorování a vyšetření. Při setkání s rodinami byli v této fázi odděleni skleněnou stěnou. Chlapci z druhé, pondělní fáze záchrany měli v úterý podle sdělení ministerstva zdravotnictví stále velmi nízkou tělesnou teplotu.

## Aktéři záchranné akce

### Ztracená skupina

#### Trenér
Asistent trenéra Ekkapol Čantawong, řečený Ek, přišel o matku, otce i bratra v deseti letech, když jeho vesnici zasáhla epidemie. U příbuzných poté vyrůstal jako smutné a osamělé dítě, a proto ho ve dvanácti letech poslali do buddhistického kláštera, aby se stal mnichem. Ve dvaceti letech z kláštera odešel, aby se mohl starat o svou babičku, a začal pomáhat mladým fotbalistům ve vesnici, kde žil.
Byl v oblasti velmi oblíbený, protože v chudé horské oblasti, kde žijí většinou příslušníci menšin, pomohl vybudovat při škole fotbalový tým a zavedl jasná pravidla a systém odměn, kdy mladí fotbalisté dostávali oděvy a boty, pokud byli ve škole úspěšní, a pokoušel se také najít sponzory pro tým.
Po navázání kontaktu s vnějším světem se trenér v dopise rodičům chlapců omluvil a poděkoval za veškerou podporu. Média citovala rodiče chlapců i trenérova kamaráda, kteří říkali, že by ho nikdo neměl z neštěstí vinit, protože měl chlapce radši než sebe a právě on je dokázal udržet tak dlouhou dobu při životě, a protože on sám si svou vinu bude uvědomovat.
Český zpravodajský server Novinky.cz v době probíhající záchrany zveřejnil u jednoho z článků čtenářskou anketku, zda by trenér měl být potrestán za nezodpovědnost. 75 % z více než 3000 hlasujících čtenářů zvolilo možnost „Ne, myslím, že to byla jen hloupá náhoda“, 19 % možnost „Ano, musel vědět, že jim hrozí nebezpečí“ a necelých 6 % „Nevím, nedokážu se rozhodnout.“ Možnost, že trenér situaci sice zavinil, ale není vhodné ho trestat, v anketě chyběla.

### Záchranáři

#### Oběti
Během záchranných prací zemřel bývalý člen thajského námořnictva Saman Gunan, který se k záchranné operaci připojil jako dobrovolník. Poté, co do jeskyně dopravil zásobníky se vzduchem, mu během zpáteční cesty došla zásoba vzduchu v jeho tlakové láhvi a ztratil vědomí.
V prosinci 2019 zemřel Beirut Pakbara, příslušník speciální námořní jednotky NAVY Seal, který byl členem záchranného týmu. Zemřel kvůli komplikacím spojených s infekcí, kterou se nakazil během záchranné operace.